# كاثرين جونسون (لاعبة كرة قدم أمريكية)
كاثرين جونسون (بالإنجليزية: Kathryn Johnson) هي لاعب كرة قدم أمريكية أمريكية، ولدت في 25 أكتوبر 1991.

## وصلات خارجية
- كاثرين جونسون على موقع أوليمبيديا (الإنجليزية)